# John Hume
John Hume (n. 18 ianuarie 1937, Derry, Irlanda de Nord, Regatul Unit – d. 3 august 2020, Derry, Irlanda de Nord, Regatul Unit) a fost un om politic din Irlanda de Nord, membru al Parlamentului European în perioadele 1979-1984, 1984-1989, 1989-1994, 1994-1999 și 1999-2004 din partea Regatului Unit.

## Biografie
John Hume s-a născut în familia unui muncitor portuar catolic și a crescut în condiții modeste. De mic copil a fost confruntat cu segregarea dintre catolici și protestanți.
Hume a depus începând cu anii 1970 eforturi determinante în soluționarea pașnică a conflictului politic, etnic și religios din Irlanda de Nord, optând pentru dialog. Astfel a pus bazele unei păci durabile, prin Acordul Britanico-Irlandez de la Belfast din 1985, continuat în Acordul de la Belfast din 1998.
John Hume a vorbit în 1999, în discursul de recepție a Premiului Nobel pentru Pace, despre Uniunea Europeană și în special despre Parlamentul European ca fiind „cel mai bun exemplu din lume de negociator în soluționarea conflictelor”. John Hume a menționat că acest statut este bazat pe trei principii: existența respectului pentru diferențe, instituții care respectă aceste diferențe și un mecanism eficient de refacere.

## Legături externe
- His Nobel Lecture
- His Address to the College Historical Society of Trinity College Dublin, on Northern Ireland
- Tip O'Neill Chair in Peace Studies at the University of Ulster
- Apariții pe C-SPAN